# Stadionul Venus
Stadionul Venus a fost un stadion multifuncțional din București, România. A fost terenul de acasă al echipei de fotbal Venus București. A fost situat pe locul unde este azi parcul Știrbei, lângă Opera Română și avea o capacitate de 15.000 locuri.
Stadionul a fost inaugurat în 1931 ca un teren dedicat doar fotbalului. Unul dintre cei mai vechi conducători ai clubului, Alexandru Elădescu, a vândut o pădure, proprietate privată, pentru a obține banii necesari construirii stadionului. În 1935, stadionul a găzduit două premiere pentru fotbalul românesc: aici s-a organizat primul meci în nocturnă și tot aici a avut loc primul cuplaj (22 septembrie 1935) Unirea Tricolor București-AMEFA Arad și CFR București-Crișana Oradea.
A găzduit cinci finale ale Cupei României și un meci al echipei naționale a României, la 18 mai 1939, un amical câștigat cu 4-0 contra Letoniei.
După instaurarea regimului comunist în România în 1947, clubul Venus a fost dizolvat, iar arena a fost demolată în 1953.